# الأثر البيئي للطيران في المملكة المتحدة

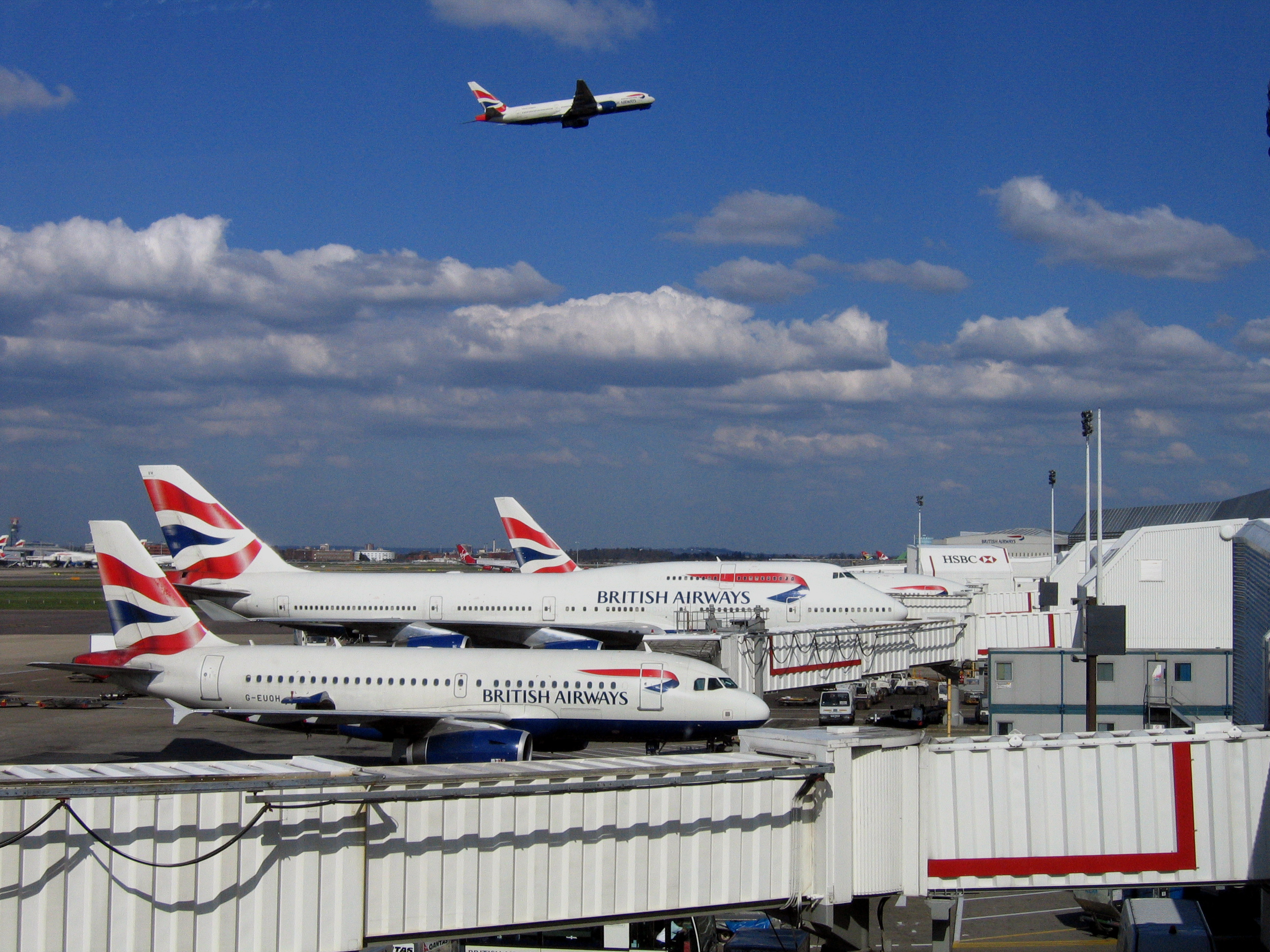

تزايد التأثير البيئي للطيران في المملكة المتحدة بسبب ازدياد الطلب على السفر الجوي في البلاد. شهدت صناعة النقل الجوي في السنوات الخمس والعشرين الماضية في المملكة المتحدة نموًا مستدامًا، ومن المتوقع أن يزداد الطلب على السفر الجوي للركاب على وجه الخصوص بأكثر من الضعف، أي إلى حوالي 465 مليون مسافر بحلول عام 2030. يعد مطارا هيثرو ولندن غاتويك من بين أكثر عشرة مطارات ازدحامًا في العالم لحركة الركاب الدولية. في حين أن أكثر من نصف المسافرين جواً في المملكة المتحدة يسافرون حاليًا عبر مطارات منطقة لندن الخمسة، فقد شهدت المطارات الإقليمية أكبر نمو في السنوات الأخيرة، بسبب نجاح شركات الطيران الاقتصادية منخفضة التكلفة على مدار العقد الماضي.
إن قدرة البنية التحتية الحالية للمطار على تلبية الطلب المتوقع محدودة، وتدعم السياسة الحكومية المنشورة في 2003 تطوير سعة مطار إضافية بحلول عام 2030 لمعالجة هذا الأمر. تعتمد الاستراتيجية بشكل عام على الاستفادة المثلى من المرافق الحالية، على الرغم من اعتبار وجود خمسة مدارج إضافية جديدة أمرًا ضروريًا، ثلاثة منها في مطاري ستانستيد وهيثرو بلندن، وغاتويك. صممت هذه السياسة لتكون نهجًا متوازنًا ومدروسًا لمستقبل صناعة النقل الجوي، وتأخذ بعين الاعتبار كلاً من الميزة الاقتصادية في توفير النمو في الطلب على السفر الجوي وكذلك الحاجة إلى معالجة الآثار البيئية المترتبة على ذلك. تعرضت الاستراتيجية لانتقادات من لجنة التدقيق البيئي التابعة لمجلس العموم، ومن جماعات حماية البيئة والحملات، وفي الأوراق البحثية، لتنفيذها نموذجًا للتنبؤ يبالغ في تقدير المزايا الاقتصادية مع عدم الاهتمام الكافي بالعواقب البيئية.
يعتمد دعم توسعة المطار على حالة اقتصادية لا تعتبر صناعة النقل الجوي صناعة مهمة في حد ذاتها فحسب، بل تعتبرها أيضًا عاملاً مهمًا في تيسير نمو كامل القطاع الاقتصادي. تتوقع إحدى الدراسات أن إستراتيجية الحكومة ستحقق 13 مليار جنيه استرليني إضافي سنويًا في الناتج المحلي الإجمالي بحلول عام 2030. تشير دراسة أخرى تنتقد النهج الحكومي، وتفضل معالجة الآثار البيئية من خلال زيادة الضرائب على النقل الجوي، إلى فائدة اقتصادية سلبية ناجمة عن توسعة المطار. في عام 2006، كانت الصناعة مسؤولة عن أكثر من 6% من جميع انبعاثات الكربون في المملكة المتحدة، وهو رقم من المقرر أن يرتفع مع زيادة الطلب. في ظل الاستراتيجيات الحالية للحد من الانبعاثات والنمو في النقل الجوي، يمكن أن يمثل السفر الجوي في المملكة المتحدة ما يصل إلى 50% من ميزانية الكربون في المملكة المتحدة بحلول عام 2050. يحاول القطاع الصناعي معالجة هذه المشكلة عبر جهود طويلة الأجل تستند إلى التحسينات التكنولوجية والتشغيلية، بينما تستند السياسة الحكومية إلى إدراج النقل الجوي في مخططات تجارة الانبعاثات. يدافع النقاد عن تحول في سياسة الحكومة لمعالجة الآثار البيئية من خلال تقييد النمو في الطلب على السفر الجوي، وفي المقام الأول من خلال استخدام الأدوات الاقتصادية لتسعير السفر الجوي بشكل أقل جذبًا. تشمل القضايا البيئية المحلية الضوضاء ونوعية الهواء وتأثيراتهما، وما زالت القضية الأولى خاضعة للنقاش والبحث. سياسة الحكومة تعتبر بشكل عام أن هذه قضايا محلية، وقدمت تشريعات محلية مصممة لتسهيل حلها.

## نطاق النقل الجوي
يعتبر النقل الجوي في المملكة المتحدة صناعة متنامية. في الفترة من 1981 إلى 2006، زاد عدد المسافرين بنسبة 400%، وزادت حركة النقل الجوي بنسبة 250%. على الرغم من انخفاض نقل البضائع بشكل طفيف على أساس سنوي بين عامي 2004 و 2006، فقد زاد منذ عام 1996 في نفس العقد كاملًا بنسبة 31%. خلال الفترة التي صيغت فيها سياسة الحكومة، تجاوز عدد المسافرين 200 مليونًا، وفي عام 2006 تعاملت القطاع الجوي مع أكثر من 236 مليون مسافرًا (بزيادة 3% عن العام السابق)، مع ما يقرب من 2.4 مليون حركة نقل جوي (بزيادة 1.8 لكل سنت).

### الخطوط الجوية
يجري نقل غالبية الركاب الذين يسافرون جوًا من وإلى المملكة المتحدة من شركات الطيران البريطانية، والتي يوجد منها حوالي خمسة وعشرين، وفي نهاية عام 2006، بلغ عدد أسطول النقل الجوي في المملكة المتحدة 963 طائرة، تقوم جميعها بحوالي 1.2 مليون رحلة وبمتوسط أكثر من ثماني ساعات طيران يوميًا. أكبر شركتين طيران وفقًا لأعداد المسافرين هما: الخطوط الجوية البريطانية وإيزي جيت. تقل شركة الخطوط الجوية البريطانية حوالي نصف عدد المسافرين البالغ 127 مليون مسافر. تعد الخطوط الجوية البريطانية الأكبر أيضًا من حيث السعة المتوفرة والمستخدمة، واحتلت شركة فيرجن أتلانتيك المرتبة الثانية، وشركة إيزي جيت المرتبة الثالثة. تمثل رحلات الركاب التابعة للخطوط الجوية البريطانية أيضًا أكثر من 50% من جميع رحلات البضائع التي تنقلها شركات الطيران البريطانية، وبالنسبة لعمليات الشحن، تنقل الشركة أكثر من 60% من جميع البضائع التي تنقلها شركات الطيران البريطانية الأخرى.
كان لظهور شركات الطيران الاقتصادية منخفضة التكلفة في منتصف التسعينيات، مثل إيزي جيت، تأثير كبير على السفر الجوي في المملكة المتحدة. في عام 2005، نقلت هذه الخطوط الجوية 77.5 مليون مسافرًا مقارنة ب 4.3 مليون مسافر فقط عام 1996. كما أن نوعية الشركات هذه مسؤولة عن نمو المطارات الإقليمية، حيث عملت في 35 مطارًا عام 2006 مقارنة بـ 10 مطارات فقط عام 1996، وزيادة اختيار الوجهات الدولية، حيث خدمت 150 مطارًا في عام 2006، مقارنة بـ 12 مطارًا في 1996. ظل المعدل السنوي للنمو في الطلب الإجمالي على السفر الجوي مستقرًا منذ عام 1975، إذ بلغ متوسطه 5.8% لكل سنت سنويًا.

## إستراتيجية تطوير المطارات
في حين أن تطوير المطارات في المملكة المتحدة يخضع لعمليات سلطة التخطيط المحلية، فإن الحكومة تعتبر المطارات جزءًا مهمًا من البنية التحتية الوطنية وبالتالي يتطلب تطويرها نهجًا استراتيجيًا واضحًا. ولدعم ذلك، بدأت الحكومة عملية تشاور عامة لمدة ثلاث سنوات مع نشر وثيقة استشارية مستقبل الطيران في ديسمبر 2000. حدد ذلك القضايا التي يقوم عليها النقل الجوي وطلب وجهات النظر حول كيفية معالجتها في أي سياسة مستقبلية. كان أحد الأسئلة الرئيسية المطروحة هو ما إذا كان ينبغي للسياسة أن تركز على تلبية الطلب أو ما إذا كان ينبغي التركيز بدلاً من ذلك على الحد من الآثار السلبية للنقل الجوي. ومن القضايا الرئيسية الأخرى التي التمست الآراء بشأنها كيف يمكن للصناعة أن تفي بالتكاليف البيئية التي تتسبب بها على أفضل وجه. وفي الفترة ما بين يوليو 2002 وفبراير 2003، نُشرت سبع وثائق أخرى للمشاورات الإقليمية، وقد ركزت هذه على التقييمات الاقتصادية والبيئية والاجتماعية والمجال الجوي المتعلق بخيارات تطوير المطارات المستقبلية الخاصة بالمناطق.